# Argentum Online
Argentum Online, conocido también como AO, es un videojuego de rol multijugador masivo en línea libre disponible para los sistemas operativos Microsoft Windows y publicado en el año 1999 en Internet de manera independiente. El juego está programado en Visual Basic 6.0, sobre el engine ORE (Online RPG Engine) v 0.4, desarrollado por Baronsoft. Su éxito se debió en parte a que necesita muy bajos recursos de red para funcionar por internet y es completamente gratuito, algo determinante a principios de los 2000s en Argentina donde nació. Al igual que ORE, se distribuye de forma libre bajo los términos de la licencia GNU General Public License.
En 2024, el proyecto experimentó un cambio significativo de dirección. Bajo la nueva gestión de Pablo Márquez, se realizó una actualización exhaustiva para asegurar que todo el código fuente abierto se alineara plenamente con los principios del open-source, respetando la licencia AGPL. Este esfuerzo marcó un hito importante en la evolución del proyecto, reafirmando su compromiso con la transparencia y la colaboración en el desarrollo de software.

## Historia
El juego es una modificación de ORE v. 0.4 (desarrollado por Baronsoft) , realizada en el año 1999 por Pablo Ignacio Márquez (alias «Gulfas Morgolock») y Fernando Testa junto a un grupo de amigos. Es considerado el primer MMORPG argentino. El motor utilizado es 2D, con un estilo visual simple y una vista aérea. Nació entre otras cosas como una alternativa gratuita y en español a los juegos comerciales de la época que eran predominantemente en inglés y con suscripciones de alrededor de 20 dólares.
Para mayo del 2001 ya contaba con alrededor de 900 jugadores habituales en la plataforma, que se conectaban además desde Argentina, de países como España, México, Uruguay, Chile y Colombia.
El 16 de diciembre de 2001 cumplió un año en funcionamiento, siendo sus usuarios predominantemente de Argentina. Esta versión tenía un tamaño de 7,67 Mb y requería una PC corriendo el sistema operativo Windows 95 o superior.
A mediados de 2004, Pablo Ignacio Márquez, se retiró del staff oficial dejando al equipo de desarrollo a cargo de las versiones 0.11 y posteriores, ya con licencia de código libre GNU Affero. Este proyecto oficial se estiro hasta su última versión 0.13 en el año 2012.
Mientras tanto, debido al cambio de licencias se comenzaron a desarrollar más y más proyectos diferentes de Argentum Online, por lo que en diciembre de 2005 se creó la comunidad de GS-Zone, un foro que ha mantenido desde ese entonces todos los códigos de esas versiones, sirviendo como faro para las consultas de cientos de desarrolladores hasta la actualidad. Contando con más de 800.000 posts, casi 100.000 temas y más de 35.000 miembros. 
Su popularidad fue tal que pasado un tiempo los usuarios comenzaron a juntarse en persona para conocerse y compartir intereses en la vida real.
Argentum Online, reconocido no solo como el primer MMORPG de América Latina sino también como el único completamente gratuito y de código abierto, establece un precedente notable en la historia de los videojuegos. Comparativamente, el primer MMORPG, Ultima Online, se estrenó en los Estados Unidos en 1997 con un costo de 250,000 dólares, destacando aún más la importancia y el valor de Argentum Online en el panorama del gaming.

## Desarrollo o sistema de juego
Desde el inicio del juego, cada personaje posee una raza que determina su forma física y una clase que determina en qué se destaca dentro del juego. A lo largo del juego, el personaje de cada jugador aprende habilidades que determinarán cuán exitoso (o no) será en su oficio. Los dos primeros atributos (raza y clase) son escogidas por el jugador al crear su personaje. El atributo de habilidades depende principalmente de la experiencia durante el juego y viene profundamente marcado por la forma de jugar y las preferencias de cada jugador.
La acción se desarrolla en un mundo de ficción virtual donde se adopta el papel de un personaje que interactúa con otros personajes, ya sean controlados por otros jugadores o personajes no jugadores. Todas las interacciones se desarrollan en un ambiente fantástico como en un juego de rol tradicional. Se puede charlar con otros personajes en pantalla, y a través de las interacciones comerciar, negociar, hacer amistades u otras actividades. Mientras que en solitario se puede ir a distintos lugares del mapa para pescar, cazar, matar zombis, entre otras acciones disponibles.

### Razas
El mundo virtual de AO está poblado por personajes de jugadores de distintas razas. Cada una de ellas, presenta defectos y virtudes. Al inicio del juego, al crear un personaje nuevo, el jugador tiene la posibilidad de elegir la raza de su personaje en función de sus expectativas y preferencias.

#### Humanos
- Sinopsis histórica de los humanos:

Extracto del manual del juego (relato de género fantástico):
«Se dice que los humanos desembarcaron en las tierras de Argentum hace unos 6 años. Huían de sus tierras originarias que fueron azotadas por la Maldad. Sin embargo, encontraron la misma hostilidad en estas tierras. Los humanos son una raza con pequeña capacidad de adaptación y no es capaz de matar.»
- Características de los Humanos:

Es un tipo de raza equilibrada. Por ello obtiene modificadores en casi ninguno de los atributos.

#### Elfos
- Sinopsis histórica de los Elfos:

Extracto del manual del juego (relato de género fantástico):
«Cuentan los viejos sabios elfos que su raza provino del sur de Argentum escapando de un terrible mal que azotaba sus tierras originarias. Pronto se establecieron en el bosque de Nix, escondiendo parte del mismo a la vista del resto de las criaturas mortales y rodeándolo de una poderosa magia arcana que los protegería de los orcos y demás criaturas malignas. Son ágiles e inteligentes, por lo que obtienen una bonificación en dichos atributos. Prefieren la sutileza antes que la fuerza, teniendo penalizaciones en este último. Los elfos se encuentran en todo el mundo, pero mayoritariamente en el Bosque Élfico de las cercanías de Nix y en dicho pueblo.»
- Características de los Elfos:

Son hábiles en el uso de arcos. Tienen bonificaciones en agilidad, inteligencia y carisma, penalizados en fuerza.

#### Elfos oscuros
- Sinopsis histórica de los Elfos Oscuros:

Extracto del manual del juego (relato de género fantástico):
«Un gran velo de ignorancia cubre el origen de esta especie. Se sabe que cuando los elfos puros arribaron a Argentum los elfos oscuros ya habitaban en el mismo y algunos hasta ya servían al Caos. Se supone que previamente, miles de años antes de la llegada de la gran compañía de elfos puros, pequeñas embarcaciones de dicha raza arribaron y fueron fácilmente corrompidas por el mal que azotaba Argentum. Los hay buenos y malos; también neutros.. Son inteligentes y fuertes, pero perdieron parte de esa agilidad que caracteriza a los elfos puros y no son bien vistos por la muchedumbre. »
- Características de los Elfos Oscuros:

Son hábiles en el arte de apuñalar y el uso de combate a distancia. Tienen bonificaciones en inteligencia y fuerza.

#### Enanos
- Sinopsis histórica de los Enanos:

Extracto del manual del juego (relato de género fantástico):
«Los Enanos son una raza nativa de Argentum. Son duros y fuertes, cualidades que les sirvieron para resistir la hostilidad de estas tierras. Sin embargo, mucho no pudieron y su comunidad se vio fracturada y separada por todo el continente de Farinte. Testigo de esto son las diversas construcciones subterráneas por todo el continente. Tienen bonificaciones a su constitución y fuerza, pero no son de pensar mucho sino más de llevarse por sus instintos, además de tener cierta desconfianza en la magia, prefiriendo antes un gran hacha de guerra.»
- Características de los Enanos:

Tienen bonificaciones en su constitución y fuerza. No son buenos magos, pero sí buenos guerreros.

#### Gnomos
- Sinopsis histórica de los gnomos:

Extracto del manual del juego (relato de género fantástico):
«Al igual que los Enanos, los Gnomos son nativos de Argentum. Siempre se mantuvieron a escondidas de los ojos de los demás, cualidad que los ayudó a sobrevivir con gran efectividad. Son propensos a las artes mágicas, pero poco resistentes y de escasa fuerza. Poco se sabe de esta raza que aún hoy en día prefiere mantener en secreto su comunidad. Algunos Gnomos partieron a ciudades humanas, entremezclándose con las demás razas.»
- Características de los Gnomos:

Son hábiles magos. Pero son poco resistentes y tienen poca fuerza.
También se utilizan bastante en clases semimágicas, como bardo, druida o clérigo, por su gran evasión y maná.

### Clases
Las clases determinan en qué destaca cada personaje dentro del juego. Hay dos familias de clases, las llamadas clases de combate y las clases secundarias. Los primeros, como su nombre indica se especializan en luchar contra otros jugadores, contra personajes no jugadores, o contra criaturas hostiles. Los demás son los jugadores que crean la mayoría de los objetos que usan todos los jugadores del juegos (alimentos, ropa, armas y decoraciones). Por lo tanto, ambos tipos de jugadores son necesarios para la economía interna del mundo virtual de AO. El jugador, al iniciar la partida y crear un personaje nuevo elige la clase a la que quiere pertenecer en función de sus preferencias y expectativas de juego. Los jugadores que prefieran un juego más rápido y dinámico suelen preferir las clases de combate, mientras que los que prefieren una experiencia más compleja y rica en interacciones e intercambios, suelen elegir una de las llamadas clases secundarias.
Clases disponibles:
- Mago

Es la clase que se dedica exclusivamente al uso de la magia, tienen una fenomenal cantidad de Maná (lo que le permite lanzar gran cantidad de hechizos), un aceptable ataque mágico pero tienen pocos puntos de vida y mala agilidad.
- Clérigo

Una clase que tiene su buena parte de magia y de ataque físico, combinándolos puede ser bastante efectivo, pero no se destaca en nada especial.
- Bardo

Clase con buen ataque mágico, buena defensa mágica y buena agilidad. Posee aceptable vida y una maná intermedia (depende de la raza).
- Asesino

Clase experta en el uso de la habilidad Apuñalar, con un buen ataque físico pero poco maná.
- Druida

Clase experta en el uso de la habilidad Domar, buen ataque mágico y defensa mágica. Aceptable vida e intermedia cantidad de maná.
- Bandido

Clase con buen ataque físico, se especializa en moverse oculto y ataques críticos.
- Paladín

Clase experta en usar armas y armaduras, tienen un muy buen ataque físico, pero poco maná.
- Ladrón

Clase experta en la habilidad Robar, puede moverse oculto e inmovilizar a sus oponentes con guante de hurto equipado.
- Guerrero

Clase experta en el uso de las armas y en el uso de armas de rango.
- Pirata

Clase experta en la utilización de barcas, puede acuchillar a distancia.
- Trabajador

Clase experta en la habilidad Carpintería, Herrería, Minería, Pesca y Tala (en algunos otros juegos varía; puede incluir la Sastrería).

#### Modificadores de clase (Puede variar según el servidor)
| Clase      | Evasión | Puntería con armas cuerpo a cuerpo | Puntería con armas de proyectiles | Puntería sin armas | Daño con armas cuerpo a cuerpo | Daño con Armas de Proyectiles | Daño sin Armas | Posibilidad de Bloquear con Escudo |
| ---------- | ------- | ---------------------------------- | --------------------------------- | ------------------ | ------------------------------ | ----------------------------- | -------------- | ---------------------------------- |
| Guerrero   | 0.9     | 1                                  | 0.8                               | 0.6                | 1.1                            | 0.9                           | 0.4            | 1                                  |
| Cazador    | 0.9     | 0.8                                | 1                                 | 0.5                | 0.9                            | 1.1                           | 0.4            | 0.8                                |
| Paladín    | 0.9     | 0.95                               | 0.75                              | 0.4                | 0.925                          | 0.8                           | 0.4            | 1                                  |
| Bandido    | 0.7     | 0.85                               | 0.8                               | 0.95               | 0.85                           | 0.7                           | 1.05           | 2                                  |
| Asesino    | 1.1     | 0.9                                | 0.75                              | 0.4                | 0.9                            | 0.8                           | 0.4            | 0.8                                |
| Pirata     | 1.25    | 0.9                                | 0.9                               | 0.5                | 0.95                           | 0.8                           | 0.4            | 0                                  |
| Ladrón     | 1.1     | 0.8                                | 0.85                              | 0.8                | 0.75                           | 0.85                          | 1.05           | -                                  |
| Clérigo    | 0.8     | 0.85                               | 0.7                               | 0.4                | 0.8                            | 0.7                           | 0.4            | 0.85                               |
| Bardo      | 1.075   | 0.7                                | 0.7                               | 0.4                | 0.75                           | 0.7                           | 0.4            | 0.8                                |
| Mago       | 0.4     | 0.5                                | 0.5                               | 0.3                | 0.5                            | 0.5                           | 0.4            | -                                  |
| Druida     | 0.6     | 0.65                               | 0.7                               | 0.4                | 0.7                            | 0.75                          | 0.4            | -                                  |
| Trabajador | 0.8     | 0.6                                | 0.7                               | 0.5                | 0.8                            | 0.7                           | 0.4            | 48                                 |

### Habilidades
Las habilidades sirven para obtener nuevas acciones disponibles para cada personaje o para realizar acciones de una forma más rápida o efectiva. Cuanto más alto sea el nivel de una habilidad, más acciones se pueden realizar en ese campo y mejor se hacen las tareas emprendidas. Esto facilita la dificultad del juego a los jugadores conforme acumulan experiencia. Las habilidades en AO se clasifican en cuatro familias: mágicas, combate, profesiones y otras.

## Secuelas oficiales canceladas
Se han realizado varios intentos de crear una secuela de Argentum Online, pero a la fecha, ninguno de estos proyectos ha pasado la etapa de prototipado. Entre los proyectos más destacables liderados por Pablo Márquez y un grupo de miembros del staff original, se encuentran:

### Argentum Online 2: Former Days
En el año 2005, tras haberse distanciado del desarrollo del juego original, la recientemente fundada empresa NGD Studios, junto Pablo Márquez y Horacio Garófalo comienzan a trabajar en una secuela de Argentum Online; por diferencias en cuanto a la dirección que debía tomar el juego, ambos deciden dar un paso al costado de NGD Studios, y continuar con el proyecto de manera independiente.
Por parte de NGD Studios, el desarrollo continuó y terminó siendo lo que es Regnum Online, un producto no relacionado al universo Argentum.
La versión de Pablo Márquez y Horacio Garófalo continuó su desarrollo con una línea más fiel al Argentum original, pero el proyecto fue abandonado sin llegar a ser publicado, debido a situaciones personales de sus creadores.

### Exile from Ullathorpe
En el año 2012, Pablo Márquez junto con Alejandro Cordara comienzan a trabajar en una versión para dispositivos móviles de un juego basado en el universo Argentum; el juego era en modalidad singleplayer y de combate táctico por turnos. Llegó a tener su sitio web propio y se mostraron algunos videos de su gameplay, pero tampoco llegó a ser publicado.

### Argentum Forever
El 4 de septiembre de 2020, Pablo Márquez junto con Horacio Garófalo anuncian un nuevo proyecto mostrando una primera versión de lo que sería Argentum Forever; una recreación del Argentum original utilizando el motor Unity, y con gráficos isométricos.
Luego de varias controversias dentro del staff, pronto el desarrollo se abandonó y las donaciones realizadas de buena fe por los jugadores en apoyo al juego no fueron devueltas. Lo mismo que ya había sucedido con AO2, AOIsometrico, Exile ullathorpe, entre otros.

## Argentum 20
Por motivo del 20 aniversario de la creación de Argentum Online, Pablo Márquez, junto con varios miembros del staff original re-abrieron el proyecto basado en Revolución AO (Ladder) y desde el 2024 pasaron a llamarse Argentum Online por ser los dueños de la marca registrada.